# 中央線 (大阪市高速電氣軌道)
中央線（日语：／ Chūō sen */?）是一条连接大阪府大阪市此花區的夢洲站和東大阪市的長田站的地铁线。正式名稱為高速電氣軌道第4號線，在鐵道要覽中以中央線（4號線）記載。路線代表的英文字母為「C」。於1961年（昭和36年）12月11日开通运营。线路代表色为綠色。

## 路線資料
- 管轄、路線距離（實際距離）：全長 21.1公里（與營業距離（車費計算距離）相同）
  - 大阪港交通系統（日语：大阪港トランスポートシステム）（第一種鐵道事業）、大阪市高速電氣軌道（第三種鐵道事業）
    - 夢洲站－宇宙廣場站間 3.2公里

  - 大阪市高速電氣軌道（第二種鐵道事業）、大阪港交通系統（日语：大阪港トランスポートシステム）（第三種鐵道事業）
    - 宇宙廣場站－大阪港站間 2.4公里

  - 大阪市高速電氣軌道（軌道事業（日语：軌道法））
    - 大阪港站－長田站間 15.5公里
- 軌距：1435毫米
- 站數：14個（包括起終點站）
- 複線路段：全線
- 電氣化路段：全線電氣化（直流 750 V、第三軌供電）
- 地面路段：大阪港站－九條站間
- 閉塞方式：自動閉塞式
- 保安裝置：WS-ATC
- 最高速度：95公里/小時（夢洲-大阪港間）；70公里/小時（大阪港-長田間）
- 最大編組輛數：6輛（1984年－）
- 月台最大對應編組輛數：8輛
- 車內導覽裝置設置率：100%
- 混雜率（往宇宙廣場方向）：132.1%（2012年度：森之宮站→谷町四丁目站間）[1]
- 混雜率（往長田、學研奈良登美丘方向）：86.2%（2012年度：本町站→堺筋本町站間）[1]

## 運作形態
全部列車為各站停車。長田站到近鐵京阪奈線的學研奈良登美丘站實施相互直通運行。行車間隔在早晨尖峰時段最短為3分20秒，白天時段為7分30秒（每小時8班列車），其中有一半的列車會在京阪奈線的生駒站折返。此外，早晚尖峰時段設有以車輛基地所在的森之宮站為起訖站的區間列車，以及少量在清晨和夜間於長田站至夢洲站之間線內折返的列車。自2025年1月19日夢洲站延伸通車後，幾乎所有列車均運行至夢洲站，僅有深夜的一班上行列車和清晨的一班下行列車以宇宙廣場站為起訖站。

## 車輛
自社車輛
- 大阪地鐵400系電聯車（2023 -）
- 大阪市交通局30000A系電車（2022年 -）

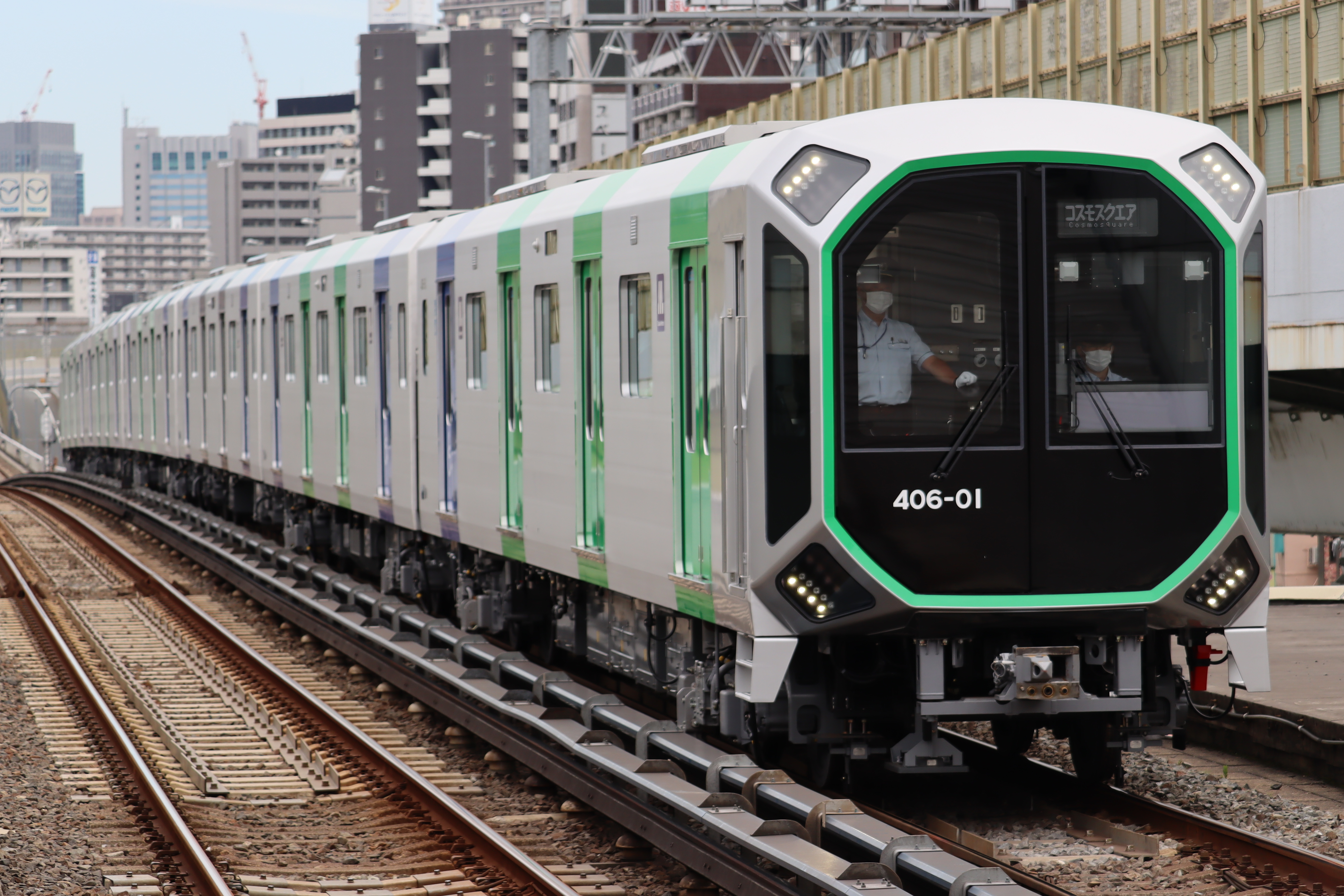
大阪地鐵400系電聯車
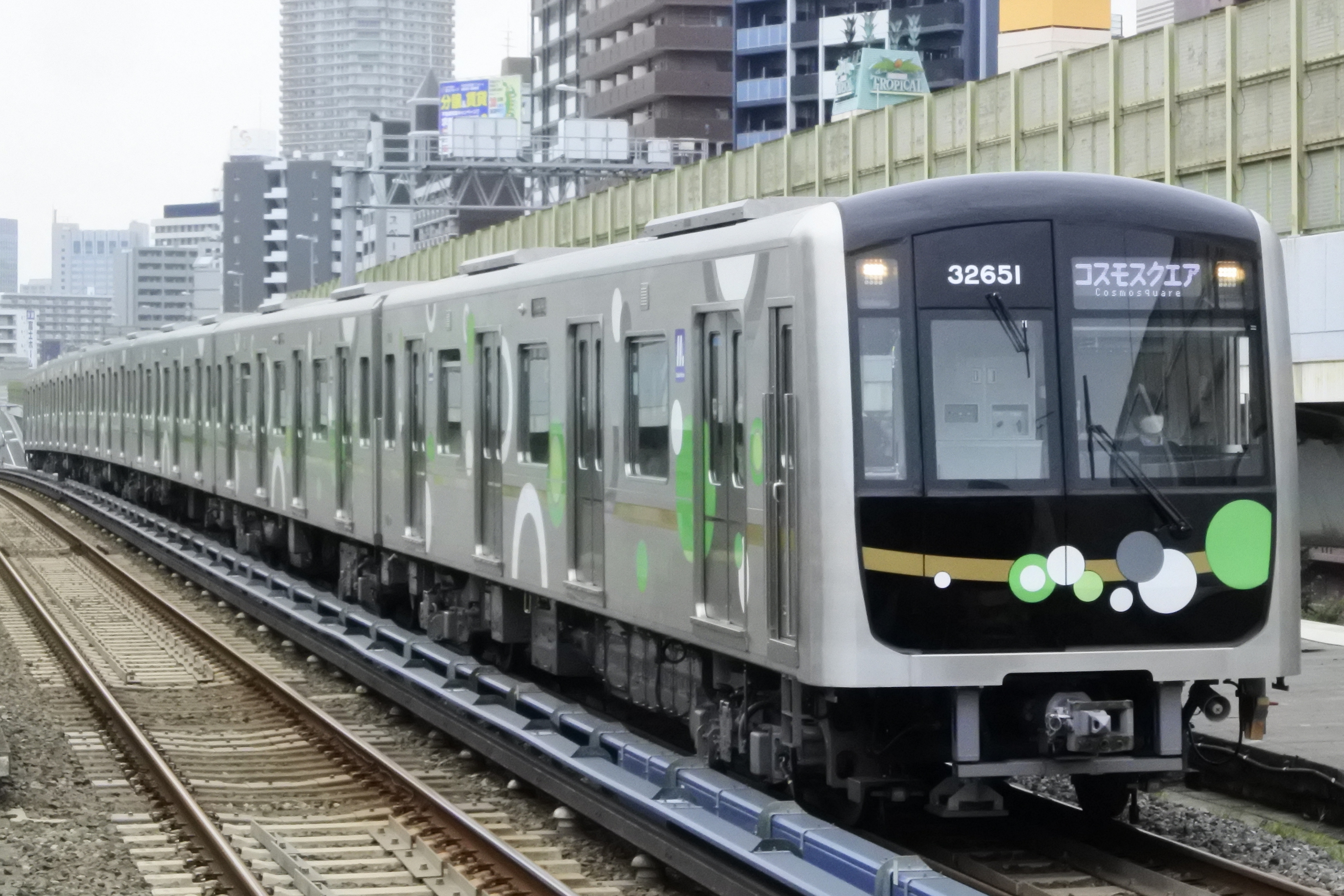
大阪市交通局30000系電聯車

他社車輛
- 近鐵7020系電聯車（日语：近鉄7020系電車）（2004年 -）
- 近鐵7000系電聯車（日语：近鉄7000系電車）（1986年 -）

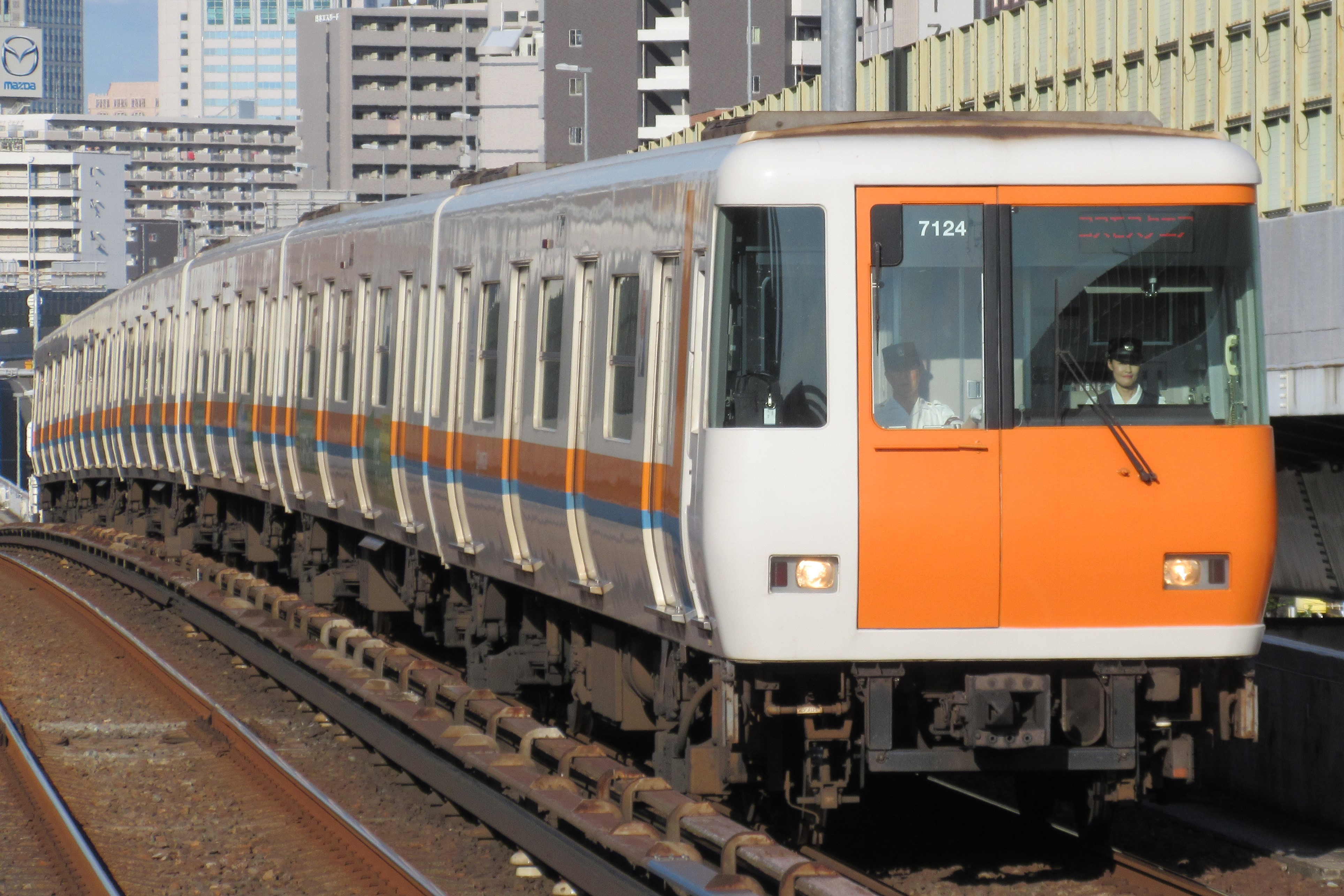
近鐵7020系電聯車
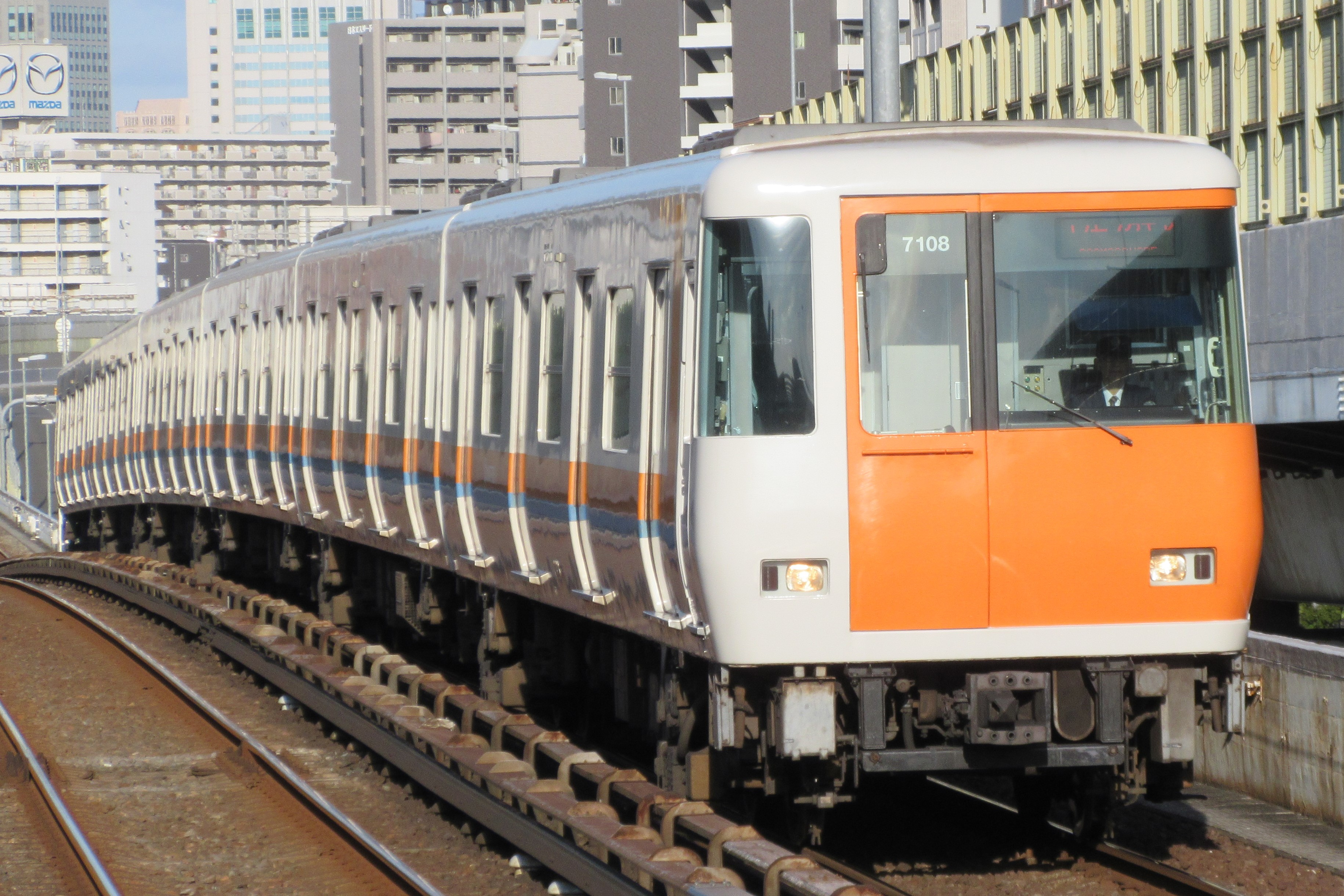
近鐵7000系電聯車

## 歷史
- 1961年12月11日：4號線大阪港至弁天町段開業（3.1公里）。使用1節編组列車。
- 1964年10月31日：4號線弁天町至本町（临时站）段開業（3.7公里），改為使用2節編组列車。
- 1967年9月30日：4號線谷町四丁目至森之宮段開業（1.3公里），改用自動列車運行裝置。
- 1968年7月29日：4號線森之宮至深江橋段開業（2.3公里）。
- 1969年：
  - 7月1日：本町站完工，4號線本町站開業。
  - 12月6日：改稱「中央線」。本町至谷町四丁目段開業（1.7公里）。
- 1984年：
  - 11月5日：開始使用6节編组列車，同時30系列車开始投入服務[2]。
  - 12月24日：30系列車全部投入服務。
- 1985年4月5日：中央線深江橋至長田開業（3.2公里）。
- 1986年：
  - 5月13日：全面改用6節編组列車。
  - 10月1日：與近鐵京阪奈線開始直通運轉。
- 1991年6月11日：24系電車開始營運。
- 1993年12月31日：開始實施除夕夜終日運營。
- 1997年12月18日：大阪港交通系統（日语：大阪港トランスポートシステム）科技港線開業（大阪港至宇宙廣場，2.4公里），目前中央線營運路段全通。
- 2005年7月1日：大阪港交通系統科技港線編入中央線，大阪港交通系統擔任第三種鐵道事業者，大阪市營地下鐵為第二種鐵道事業者。
- 2006年3月27日：近鐵京阪奈生延伸至學研奈良登美之丘，相互直通運転区間一併延長。
- 2018年4月1日：大阪市營地下鐵民營化，移交大阪市高速電氣軌道。
- 2022年7月22日：30000A系電車開始營運[3]。
- 2023年6月25日：400系電聯車投入運營。
- 2024年：2月29日起所有20系電聯車退出營運。同年為保障萬國博覽會期間列車安全運行，開始在各站安裝月台閘門並預計於萬博開業前安裝完畢（已完成）
- 2025年：
  - 1月11日: 實施時間表修訂，宇宙廣場至大阪港之間的最高時速將提高至95公里/小時。
  - 1月19日：中央線宇宙廣場至夢洲開業（3.2公里），大阪港交通系統為第一種鐵道事業者，大阪市高速電氣軌道為第三種鐵道事業者。同時成為日本國內地鐵系統最高起步價（320日圓）

## 車站列表
所有車站都位於日本大阪府。
| 車站編號               | 中文站名            | 日文站名 | 英文站名 | 站間距離 | 營業距離 | 可轉乘路線                                                                       | 高架 /地下 | 所在地   | 所在地   |
| ---------------------- | ------------------- | -------- | -------- | -------- | -------- | -------------------------------------------------------------------------------- | ---------- | -------- | -------- |
| C09                    | 夢島                |          |          | -        | 0.0      |                                                                                  | 地下       | 大阪市   | 此花區   |
| 此段通過夢咲隧道       |                     |          |          |          |          |                                                                                  | 地下       | 大阪市   | 此花區   |
| 住之江區               |                     |          |          |          |          |                                                                                  | 地下       | 大阪市   |          |
| C10                    | 宇宙廣場            |          |          | 3.2      | 3.2      | 大阪市高速電氣軌道： 南港港城線（New Tram）（P09）                               | 地下       | 大阪市   |          |
| 此段通過大阪港咲洲隧道 |                     |          |          |          |          |                                                                                  | 地下       | 大阪市   |          |
| C11                    | 大阪港 （天保山）   |          |          | 2.4      | 5.6      |                                                                                  | 高架       | 大阪市   | 港區     |
| C12                    | 朝潮橋              |          |          | 1.5      | 7.1      |                                                                                  | 高架       | 大阪市   | 港區     |
| C13                    | 弁天町              |          |          | 1.6      | 8.7      | 西日本旅客鐵道： 大阪環狀線（JR-O15）                                            | 高架       | 大阪市   | 港區     |
| C14                    | 九條                |          |          | 1.3      | 10.0     | 阪神電氣鐵道： 阪神難波線（HS 44）                                               | 高架       | 大阪市   | 西區     |
| C15                    | 阿波座              |          |          | 1.5      | 11.5     | 大阪市高速電氣軌道： 千日前線（S13）                                             | 地下       | 大阪市   | 西區     |
| C16                    | 本町 （船場西）     |          |          | 1.1      | 12.6     | 大阪市高速電氣軌道： 御堂筋線（M18）、 四橋線（Y13）                             | 地下       | 大阪市   | 中央區   |
| C17                    | 堺筋本町 （船場東） |          |          | 0.7      | 13.3     | 大阪市高速電氣軌道： 堺筋線（K15）                                               | 地下       | 大阪市   | 中央區   |
| C18                    | 谷町四丁目          |          |          | 1.0      | 14.3     | 大阪市高速電氣軌道： 谷町線（T23）                                               | 地下       | 大阪市   | 中央區   |
| C19                    | 森之宮              |          |          | 1.3      | 15.6     | 大阪市高速電氣軌道： 長堀鶴見綠地線（N20） 西日本旅客鐵道： 大阪環狀線（JR-O06） | 地下       | 大阪市   | 中央區   |
| C20                    | 綠橋                |          |          | 1.2      | 16.8     | 大阪市高速電氣軌道： 今里筋線（I20）                                             | 地下       | 大阪市   | 東成區   |
| C21                    | 深江橋              |          |          | 1.1      | 17.9     |                                                                                  | 地下       | 大阪市   | 東成區   |
| C22                    | 高井田              |          |          | 1.4      | 19.3     | 西日本旅客鐵道： 大阪東線 …高井田中央（JR-F09）                                  | 地下       | 東大阪市 | 東大阪市 |
| C23                    | 長田                |          |          | 1.8      | 21.1     | 近畿日本鐵道： 京阪奈線 （直通運行至學研奈良登美丘）                             | 地下       | 東大阪市 | 東大阪市 |